# Gandhal, Yelbarga
Gandhal là một làng thuộc tehsil Yelbarga, huyện Koppal, bang Karnataka, Ấn Độ.